# F. Curtis Michel
Frank Curtis "Curt" Michel, född 5 juni 1934 i La Crosse, Wisconsin, död 23 februari 2015,  var en amerikansk astrofysiker.
Michel blev uttagen till astronaut i astronautgrupp 4 som en av 6 vetenskapsastronauter inför apolloprogrammet. Han genomförde dock ingen rymdfärd utan lämnade gruppen 4 augusti 1969 för att återgå till undervisning och forskning.